# 센다이 대관음
다이칸미츠지 대관음상(일본어: 大観密寺大観音像), 또는 센다이 대관음(일본어: 仙台大観音)은 일본 센다이시 다이칸밀지에 위치한 관세음보살 동상이다. 여의보주를 손에 들고 있는 여성형 백의관음의 모습을 하고 있다.
일본에서 가장 높은 여신상이며 세계에서 9번째로 높은 동상으로 높이는 100m이다. 동상 자체의 높이는 92m이고, 받침대까지 포함하면 100m이다. 1990년 완공 당시 세계에서 가장 높은 동상이었으나 1993년 우시쿠 대불에 의해 그 자리를 넘겨주게 되었다.
동상에는 2025년 기준 500엔의 입장료가 있다. 동상 내부에는 총 108좌의 불상과 십이약차대장의 동상이 모셔져 있다.

## 같이 보기
- 우시쿠 대불
- 가장 큰 조각상 목록